# Don’t Stop (альбом Status Quo)
Don’t Stop — двадцать второй студийный альбом британской рок-группы Status Quo. На данном альбоме кавер-версий в качестве приглашённых гостей отметились: Тесса Найлс (в 6-м и 14-м треках), The Beach Boys на первом треке, Брайан Мэй из Queen в 7-м треке и Мэдди Прайор из Steeleye Span в 15-м треке.
В качестве отдельных синглов были выпущены песни «Fun, Fun, Fun», «When You Walk in the Room», «Don’t Stop» и «All Around My Hat». На родине музыкантов диск занял второе место в чартах.

## Список композиций
| №                   | Название                                                                 | Автор(ы) | Кавер на                     | Длительность |
| ------------------- | ------------------------------------------------------------------------ | --- | ---------------------------- | ------------ |
| 1.                  | «Fun, Fun, Fun» (при участии The Beach Boys)                             | Брайан Уилсон, Майк Лав                                                                                           | The Beach Boys               | 4:00         |
| 2.                  | «When You Walk in the Room»                                              | Джеки ДеШеннон | Джеки ДеШеннон               | 4:09         |
| 3.                  | «I Can Hear the Grass Grow»                                              | Рой Вуд | The Move                     | 3:23         |
| 4.                  | «You Never Can Tell»                                                     | Чак Берри | Чак Берри                    | 3:48         |
| 5.                  | «Get Back»                                                               | Джон Леннон, Пол Маккартни                                                                                        | The Beatles                  | 3:19         |
| 6.                  | «The Safety Dance» (при участии Тессы Найлс)                             | Иван Дорушчак | Men Without Hats             | 3:50         |
| 7.                  | «Raining in My Heart» (при участии Брайана Мэя)                          | Фелис Брайант, Болдлекс Брайант                                                                                   | Бадди Холли                  | 3:37         |
| 8.                  | «Don’t Stop»                                                             | Кристин Макви | Fleetwood Mac                | 3:38         |
| 9.                  | «Sorrow»                                                                 | Боб Филдман, Джерри Голдстейн, Готтенхрер                                                                         | The McCoys                   | 4:12         |
| 10.                 | «Proud Mary»                                                             | Джон Фогерти | Creedence Clearwater Revival | 3:30         |
| 11.                 | «Lucille»                                                                | Эл Коллинз, Литтл Ричард                                                                                          | Литтл Ричард                 | 3:00         |
| 12.                 | «Johnny and Mary»                                                        | Роберт Палмер | Роберт Палмер                | 3:35         |
| 13.                 | «Get Out of Denver»                                                      | Боб Сигер | Боб Сигер                    | 4:08         |
| 14.                 | «The Future’s So Bright (I Gotta Wear Shades)» (при участии Тессы Найлс) | Пэт Макдональд | Timbuk 3                     | 3:36         |
| 15.                 | «All Around My Hat» (при участии Мэдди Прайор)                           | традиционная, аранжирована Фрэнсисом Росси, Риком Парфиттом, Эндрю Бауном, Джоном 'Рино' Эдвардсом, Джеффом Ричем | народная песня               | 3:55         |
| Общая длительность: | Общая длительность:                                                      | Общая длительность:                                                                                               | Общая длительность:          | 55:40        |

| №  | Название                  | Автор(ы)                                                       | Длительность |
| -- | ------------------------- | -------------------------------------------------------------- | ------------ |
| 1. | «Tilting at the Mill»     | Энди Баун, Фрэнсис Росси, Рик Парфитт, Джон Эдвардс, Джефф Рич | 3:27         |
| 2. | «Mortified»               | Энди Баун, Фрэнсис Росси, Рик Парфитт, Джон Эдвардс, Джефф Рич | 3:22         |
| 3. | «Temporary Friend»        | Энди Баун, Фрэнсис Росси, Рик Парфитт, Джон Эдвардс, Джефф Рич | 4:13         |
| 4. | «I’ll Never Get Over You» | Гордон Миллс                                                   | 2:49         |

## Участники записи
| Status Quo: - Фрэнсис Росси — вокал, гитара - Рик Парфитт — вокал, гитара - Энди Баун − клавишные - Джон Эдвардс − бас-гитара, бэк-вокал - Джефф Рич — ударные, перкуссия | Приглашённые музыканты: - Гэри Барнакл — саксофон (в песнях «Fun, Fun, Fun», «Get Back», «Sorrow», «Proud Mary» и «Get out of Denver») - Джон Тёркелл — труба (в песнях «Fun, Fun, Fun», «Get Back», «Sorrow», «Proud Mary» и «Get out of Denver») - Герайнт Уоткинс — аккордеон (в песнях «You Never Can Tell» и «Safety Dance») - Трой Донокли — ирландская волынка, художественный свист (в песне «Allaround My Hat») - Пайп Уильямс — аранжировки духовых инструментов (в песнях «Get Back», «Proud Mary» и «Get Out of Denver») |

## Позиции в хит-парадах и сертификации
| Хит-парад (1996)                           | Высшая позиция | Пребывание в чарте |
| ------------------------------------------ | -------------- | ------------------ |
| Бельгия/Фландрия (Ultratop)                | 29             | 3 недели           |
| Великобритания (UK Albums Chart)           | 2              | 12 недель          |
| Великобритания (Physical Albums Chart)     | 2              | 12 недель          |
| Великобритания (Rock & Metal Albums Chart) | 1              | 28 недель          |
| Германия (Offizielle Top 100)              | 42             | 14 недель          |
| Нидерланды (Mega Album Top 100)            | 88             | 4 недели           |
| Швейцария (Schweizer Hitparade)            | 28             | 8 недель           |
| Швеция (Sverigetopplistan)                 | 14             | 6 недель           |
| Шотландия (Scottish Albums Chart)          | 3              | 12 недель          |

| Год  | Хит-парад                                 | Позиция |
| ---- | ----------------------------------------- | ------- |
| 1996 | Великобритания (End of Year Albums Chart) | 69      |

| Регион                                                      | Сертификация | Продажи  |
| ----------------------------------------------------------- | ------------ | -------- |
| Великобритания (BPI)                                        | Золотой      | 100 000^ |
| ^ Данные о тиражах приведены только на основе сертификации. |              |          |